# Kurtzenhouse
Kurtzenhouse (deutsch Kurzenhausen, früher französisch Kurtzenhausen) ist eine französische Gemeinde mit 1082 Einwohnern (Stand 1. Januar 2021) im Département Bas-Rhin in der Region Grand Est (bis 2015 Elsass). Kurtzenhouse ist Mitglied der Communauté de communes de la Basse Zorn, benannt nach dem Fluss Zorn. Am 1. Januar 2015 wechselte Kurtzenhouse vom Arrondissement Strasbourg-Campagne zum Arrondissement Haguenau-Wissembourg.

## Geschichte

### Mittelalter
Kurzenhausen wurde 1332 durch die Herren von Lichtenberg den Landgrafen im Elsass abgekauft und ihrem Amt Brumath zugeordnet. Es war ein Reichslehen Obwohl bereits 1332 gekauft, erfolgte die erste Belehnung an Lichtenberg erst 1347 bei der durch den Amtsantritt König Karls allgemein fälligen Neubelehnung.
Anna von Lichtenberg (* 1442; † 1474), eine der beiden Erbtöchter Ludwig V., heiratete 1458 den Grafen Philipp I. den Älteren von Hanau-Babenhausen (* 1417; † 1480), der eine kleine Sekundogenitur aus dem Bestand der Grafschaft Hanau erhalten hatte, um sie heiraten zu können. Durch die Heirat entstand die Grafschaft Hanau-Lichtenberg. Nach dem Tod des letzten Lichtenbergers, Graf Jakob, eines Onkels von Anna, erhielt Philipp I. d. Ä. 1480 die Hälfte der Herrschaft Lichtenberg, die andere Hälfte gelangte an seinen Schwager, Simon IV. Wecker von Zweibrücken-Bitsch. Das Amt Brumath wurde dabei zunächst ein Kondominat zwischen Hanau-Lichtenberg und Zweibrücken-Bitsch. Unter der Regierung des Grafen Philipp III. von Hanau-Lichtenberg kam es dann zu einer Realteilung: Das Amt Brumath kam ganz zu Zweibrücken-Bitsch. Dagegen gelangte das Amt Willstätt, das ebenfalls aus dem Lichtenberger Erbe stammte und ein Kondominat zwischen beiden Häusern war, ganz zur Grafschaft Hanau-Lichtenberg.

### Neuzeit
Allerdings kam es 1570 zu einem weiteren Erbfall, der auch das Amt Brumath und damit das Dorf Kurzenhausen zur Grafschaft Hanau-Lichtenberg brachte: Graf Jakob von Zweibrücken-Bitsch (* 1510; † 1570) und sein schon 1540 verstorbener Bruder Simon V. Wecker hinterließen nur jeweils eine Tochter als Erbin. Die Tochter des Grafen Jakob, Margarethe (* 1540; † 1569), war mit Philipp V. von Hanau-Lichtenberg (* 1541; † 1599) verheiratet. Zu dem sich aus dieser Konstellation ergebenden Erbe zählte auch die zweite, nicht bereits durch Hanau-Lichtenberg regierte, Hälfte der ehemaligen Herrschaft Lichtenberg und darin auch das Amt Brumath mit Kurzenhausen. 1570 wurde durch den regierenden Grafen von Hanau-Lichtenberg auch in Kurzenhausen die Reformation durchgeführt und zwar in der lutherischen Variante.
Durch die Reunionspolitik Frankreichs fiel 1680 auch das Amt Brumath und das Dorf Kurzenhausen unter französische Oberhoheit.
1736 starb mit Graf Johann Reinhard III. der letzte männliche Vertreter des Hauses Hanau. Aufgrund der Ehe seiner einzigen Tochter, Charlotte (* 1700; † 1726), mit dem Erbprinzen Ludwig (VIII.) (* 1691; † 1768) von Hessen-Darmstadt erbte dieser die Grafschaft Hanau-Lichtenberg. Im Zuge der Französischen Revolution fiel dann der linksrheinische Teil der Grafschaft Hanau-Lichtenberg – und damit auch Kurzenhausen – an Frankreich.
Bis zum 10. Januar 1955 hieß das Dorf „Kurtzenhausen“.

### Bevölkerungsentwicklung
| 1798 | 1962 | 1968 | 1975 | 1982 | 1990 | 1999 | 2007 | 2017 |
| ---- | ---- | ---- | ---- | ---- | ---- | ---- | ---- | ---- |
| 418  | 714  | 723  | 758  | 877  | 894  | 884  | 922  | 1053 |

## Infrastruktur
Im Südosten verlaufen nahezu parallel eine Bahnstrecke der SNCF und die Departementsstraße D37. Der Ort hat einen Bahnhof an der Bahnstrecke Vendenheim–Wissembourg.

## Sehenswürdigkeiten

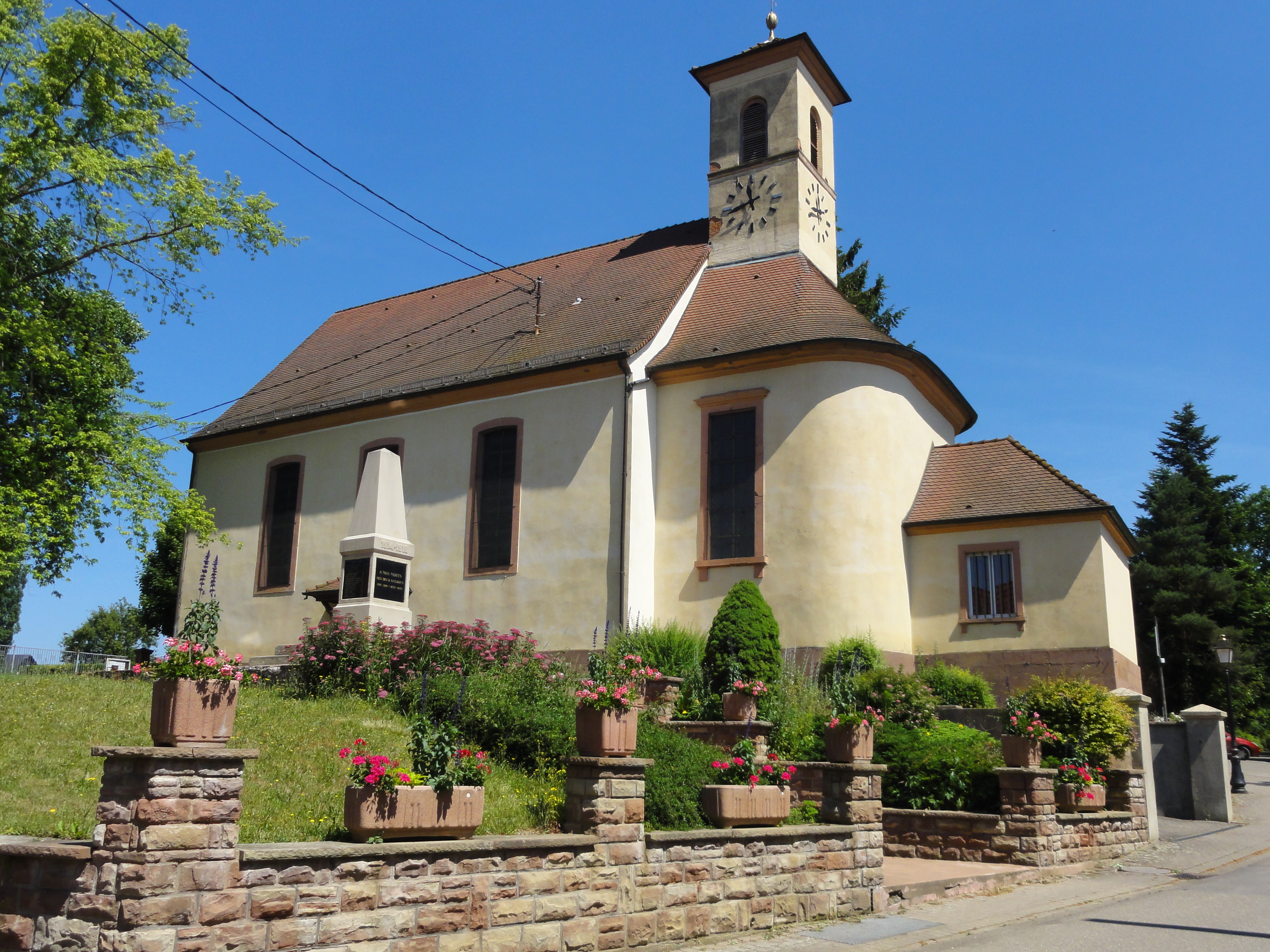
Simultankirche Saint-Michel

- Die Kirche des Ortes stammt im Wesentlichen aus dem Jahr 1784, als das Kirchenschiff errichtet wurde. Das Dorf blieb auch nach der „Reunion“ bis 1785 rein lutherisch. Dann war die erforderliche Zahl von sieben römisch-katholischen Familien erreicht, so dass die Kirche hätte ein Simultaneum werden müssen. Die römisch-katholische Messe fand aber nur vier Mal im Jahr statt, und zwar im Freien. Dazu wurde 1804 ein Altar auf dem Friedhof neben der Kirche aufgestellt. Erst 1843 wurde die Kirche zu einem regulären Simultaneum, das heute bis heute besteht.[10]